# Effectif des équipes à la Copa América 2001
Cette page contient la liste de toutes les équipes et de leurs joueurs ayant participé à la Copa América 2001. Les âges et le nombre de sélection des footballeurs sont ceux au début de la compétition.